# 下北基地
海上自衛隊の海洋観測施設であれば、もしかして
- 下北海洋観測所

ではありませんか？